# 全日本学生囲碁十傑戦
全日本学生囲碁十傑戦（ぜんにほんがくせいいごじっけつせん）は、囲碁の学生日本一と十傑を決める大会。1964年から開催。1992年からは、東京（日本棋院）と京都（藤田塾）で交互に行われる。

## 出場選手
- 北海道、東北、関東、北信越、中部、関西、中国四国、九州の8ブロックの上位入賞者と、女子の招待選手が出場する。学生本因坊戦と異なり、大学生の他、大学院生、高校生以下も出場できる。

## 過去の優勝者
1. 1964年 多田良雄（東京大学）
2. 1965年 小田良三（香川大学）
3. 1966年 綱川尚宏（日本大学）
4. 1967年 岩田一（慶應義塾大学）
5. 1968年 今村文明（中央大学）
6. 1969年 中園清三（法政大学）
7. 1970年 三浦浩（早稲田大学）
8. 1971年 久保田良一（山形大学）
9. 1972年 中園清三（法政大学）
10. 1973年 中村哲啓（日本大学）
11. 1974年 金沢盛栄（立命館高校）
12. 1975年 趙祺衍（昭和薬科大学）
13. 1976年 奈良昌利（同志社大学）
14. 1977年 金沢盛栄（京都大学）
15. 1978年 金沢東栄（洛水高校）
16. 1979年 田村剛啓（千葉工業大学）
17. 1980年 竹内圭史（京都大学）
18. 1981年 金沢盛栄（京都大学）
19. 1982年 金沢東栄（京都教育大学）
20. 1983年 金沢東栄（京都教育大学）
21. 1984年 金沢東栄（京都教育大学）
22. 1985年 金沢東栄（京都教育大学）
23. 1986年 渡辺高志（東北大学）
24. 1987年 岩井竜一（岡山大学）
25. 1988年 潮海二郎（関西学院大学）
26. 1989年 岩井竜一（岡山大学）
27. 1990年 平岡聡（東北大学）
28. 1991年 高野英樹（大阪大学）
29. 1992年 平岡聡（東北大学）
30. 1993年 平岡聡（東北大学）
31. 1994年 坂本修作（早稲田大学）
32. 1995年 坂本修作（早稲田大学）
33. 1996年 光永淳造（東京大学）
34. 1997年 古家正大（立命館大学）
35. 1998年 田中伸拓（東京大学）
36. 1999年 阿佐巧（早稲田大学）
37. 2000年 坂本寧生（関西学院大学）
38. 2001年 槇尾弘毅（多摩大学）
39. 2002年 ソウ・チョンホン（一橋大学）
40. 2003年 滝澤雄太（早稲田大学）
41. 2004年 小野慎吾（立命館大学）
42. 2005年 王劭（名古屋工業大学）
43. 2006年 小野慎吾（立命館大学）
44. 2007年 花巻未生（専修大学）
45. 2008年 花巻未生（専修大学）
46. 2009年 周仲翔（慶應義塾大学）
47. 2010年 田中伸幸（立命館大学）
48. 2011年 闇雲翼（大阪大学）
49. 2012年 柳田朋哉（立命館大学）
50. 2013年 山下寛（立命館大学）
51. 2014年 山下寛（立命館大学）
52. 2015年 大関稔（専修大学）
53. 2016年 平野翔大（立命館大学）
54. 2017年 星合真吾（早稲田大学）
55. 2018年 津田裕生（早稲田大学）
56. 2019年 栗田佳樹（東京理科大学）
57. 2021年 川口飛翔（東京大学） - 新型コロナウイルス感染拡大の影響で2020年は中止
58. 2022年 硯川俊正（産業能率大学）
59. 2023年 川口飛翔（東京大学）